# Musée de Valence
Das Musée de Valence, art et archéologie ist ein Museum für Kunst, Archäologie und Naturgeschichte in Valence, der Hauptstadt des französischen Départements Drôme. Das Museumsgebäude befindet sich in der Altstadt von Valence unmittelbar neben der Kathedrale Saint-Apollinaire.

## Geschichte
Das heutige Museum geht auf eine ältere städtische Kunstsammlung aus der Revolutionszeit zurück, die schon in den 1830er Jahren um bedeutende Schenkungen vermehrt wurde. Ab 1833 war sie in fünf Räumen des früheren Petit Séminaire im Quartier Saint-Jean untergebracht. 1850 beschloss der Stadtrat offiziell die Gründung des Museums. Ein Neubauprojekt am Boulevard d’Alsace (1905) scheiterte an den fehlenden Finanzmitteln. Das Gesetz über die Trennung von Kirche und Staat ermöglichte 1912 den Umzug in den ehemaligen Bischofspalast an der Place des Ormeaux, der bis heute den Kern der Sammlung beherbergt. 1968 wurde eine Sanierung des Gebäudes in Angriff genommen. Ein während der Arbeiten ausgebrochener Brand zerstörte einen Teil des Westflügels, insbesondere die privaten Räume des Bischofs Alexandre Milon de Mesme (amtierte 1725–1771). In den Jahren 2011 bis 2013 wurde das Gebäude nach Plänen des Pariser Architekturbüros Jean-Paul Philippon umfassend saniert, von 2.000 auf 5.750 m² erweitert und am 13. Dezember 2013 wieder eingeweiht.

## Kunstsammlung
Die Kunstsammlung umfasst über 20.000 Gemälde, Zeichnungen und Skulpturen vom 16. bis 21. Jahrhundert. Vertreten sind die flämische und niederländische, französische und italienische Schule. Schwerpunkte der Dauerausstellung bilden mit eigenen Sälen die Werke von Hubert Robert und André Lhote.

## Archäologie
Die archäologische Abteilung zeigt die Entwicklung der Zivilisation an der Drôme und im mittleren Rhônetal von der Prähistorie bis zum Beginn der Moderne.

## Naturgeschichte
Erhalten ist auch eine historische naturgeschichtliche Sammlung, die in einem eigenen Raum gezeigt wird.